# 민병옥
민병옥 사제는 2001년 5월 4일 대한성공회 부산교구에서 서품받은 최초의 여성 사제이다. 신명은 카타리나이다. 대한민국에 성공회가 전래된 1890년 이후 111년 만에 최초의 여성 사제이다. 영국에서는 1862년 여성이 부제 서품을 받은 바 있다. 민병옥 사제는 전주 한일신학교와 성공회 성 미카엘신학원(현재 성공회대학교)을 졸업하였으며, 성공회 부산교구 어머니 연합회 간사와 부산교구 전도사를 지냈다.

## 여성 사제 임명
로마 가톨릭 교회와는 달리 성공회 교회는 여성에 대한 사제서품을 허용하지만, 이는 세계성공회공동체에 속한 각 지역 성공회 교회들의 전통에 따라 다르다. 민병옥 사제의 서품에서도 성공회 내부에서는 부산교구가 다른 교구에 비해 상대적으로 개방적이었기에 가능했다는 평이 있다. 민병옥 사제는 성공회의 남성사제들이 신학 공부를 끝낸 후 부제 서품을 받기까지 1-2년이 걸리는 것과는 달리, 20여 년에 달하는 기간을 전도사로 지냈다.